# Pandanobasis daku
Pandanobasis daku is een libellensoort uit de familie van de waterjuffers (Coenagrionidae), onderorde juffers (Zygoptera). De wetenschappelijke naam van de soort is in 2012 voor het eerst geldig gepubliceerd door R.J.T. Villanueva. Het woord daku betekent groot.
De soort komt voor op het Filipijnse eiland Leyte.
1. ↑  (en) Pandanobasis daku op de IUCN Red List of Threatened Species.